# 米斯科瓦特尔

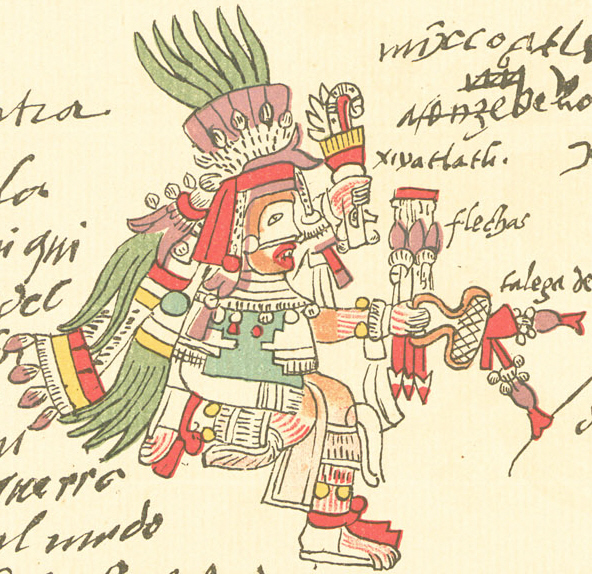
特莱里亚诺-雷曼西斯手抄本中的米斯科瓦特尔形象

米斯科瓦特尔 ，也作卡马斯特莱、卡马斯特利，是中美洲神话中象征狩猎、银河系以及繁星的神祇。他是欧托米人及奇奇梅克人的守护神，在阿兹特克众神中地位稍逊于主神维齐洛波奇特利，而在特拉斯卡拉、韦索钦科（Huexotzinco），则以卡马斯特利之名扮演主神的角色。

## 名称
纳瓦特文中，Mixcōhuātl一词由mixtli（意为“云”）与cōātl（也写作cōhuātl，表“蛇”之意）二词组成。

## 外表与象征
与昼神、晨星之神特拉维斯卡尔潘特库特利以及象征早夭之女神伊兹帕帕洛特尔相似，米斯科瓦特尔通常用黑色面罩遮住双眼，身上有拐杖糖般奇异的红白相间条纹。他与昼神的区别在于其猎具（通常包括弓与箭及一篮网）。

## 神话
米斯科瓦特尔是托纳卡特库特利与西瓦科瓦特尔的四子之一。在部分传说中，特斯卡特利波卡化身成为米斯科瓦特尔这一面相，为人间带去火种。

### 与其他神祇的关系
米斯科瓦特尔之子为四百南极星众神（Centzon Huitznahua）。在其母科瓦特利奎怀有战神维齐洛波奇特利时，其姊科约尔沙赫基率四百众神欲杀害她，被突然全副武装降世的维齐洛波奇特利集体消灭。四百北极星众神亦与米斯科瓦特尔有关。而米斯科瓦特尔亦被视为羽蛇神克特萨尔科瓦特尔之父。

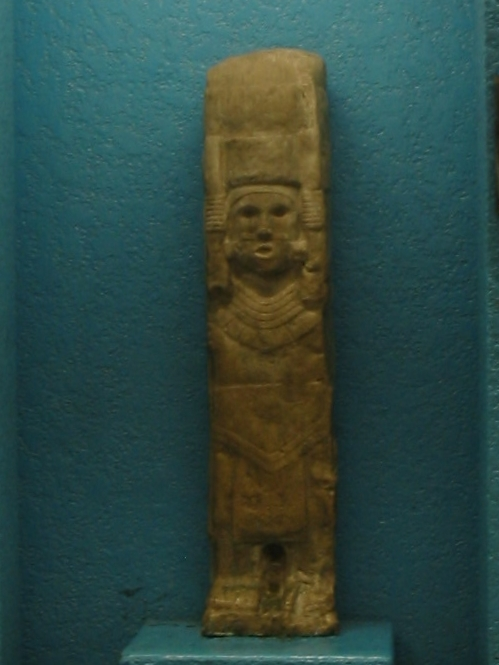
墨西哥城Metro Bellas Artes车站的米斯科瓦特尔雕像复制品。其侧的牌匾上注有“墨西加-瓦斯特克文明神祇米斯科瓦克（Mixcoac）之像”等字样。

## 相关仪式与节日
阿兹特克历法中第十四个月——为期二十天的克乔利月（Quecholli）中，人们会为米斯科瓦特尔举办祭祀仪式。仪式上，人们通常扮作米斯科瓦特尔的形象在野外打猎、点火，并以一个男人和一个女人作为祭品，在其神庙献给米斯科瓦特尔。

## 相关的现代用语
部分事物以米斯科瓦特尔（及其别名卡马斯特利）命名：  
- 卡马斯特利火山口，参见木衛一表面特徵列表；
- Pseudoeurycea mixcoatl（物种二名法），属无肺螈科，为墨西哥特有物种；
- Mixcoatlus（英语：Mixcoatlus），蝰蛇科的一个属，该属下有三个种，均为墨西哥特有[5]。

## 引注
1. ↑  Papeles de Nueva España: Geografía y estadística, 1580-1582 Volumes 5-6  By Francisco del Paso y Troncoso p 29
2. ↑  Miller and Taube (1993, p.115).
3. ↑  Manuscript of 1558, section VIII, in:- Miguel León-Portilla & Earl Shorris : In the Language of Kings. Norton & Co., 2001. p. 62
4. ↑  The Mexica Calendar and the Cronography, Rafael Tena. INAH-Conaculta. p104
5. ↑  Jadin, Robert C.; Smith, Eric N.; Campbell, Jonathan A. . Zoological Journal of the Linnean Society. 2011-11-01, 163 (3): 943–958  [2018-02-07]. ISSN 0024-4082. doi:10.1111/j.1096-3642.2011.00748.x. （原始内容存档于2020-02-18） （英语）.